# 索布拉韦海妖兽属
索布拉韦海妖兽属（学名：Sobrarbesiren）为海牛目的一个属。

## 下属物种
本属包括以下物种：
- Sobrarbesiren cardieli Diaz-Berenguer, Badiola, Moreno-Azanza & Canudo, 2018[2]